# Charles Augustus Young
Charles Augustus Young (15 de dezembro de 1834 — 3 de janeiro de 1908) foi um astrônomo estadunidense.
Graduado pelo Dartmouth College, onde foi professor de 1865 a 1877, indo então para a Universidade de Princeton.
Observou eclipses solares e trabalhou com espectroscopia do sol.
Notável educador, escreveu uma série popular de livros texto sobre astronomia, incluindo Manual of Astronomy. Anos após, em 1927, quando Henry Norris Russell, Raymond Smith Dugan e John Quincy Stewart escreveram seu livro-texto em dois volumes, intitularam-no Astronomy: A Revision of Young’s Manual of Astronomy.